# オルドス高原

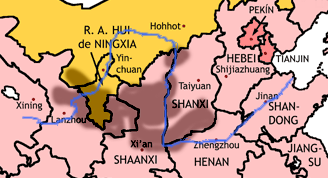
オルドス盆地は中国の黄土高原（薄茶色部分）の北側で、黄河に囲まれた地域を指す

黄河に添って銀川市、オルドス市、包頭市、フフホト市、楡林市、延安市などの重要都市がある

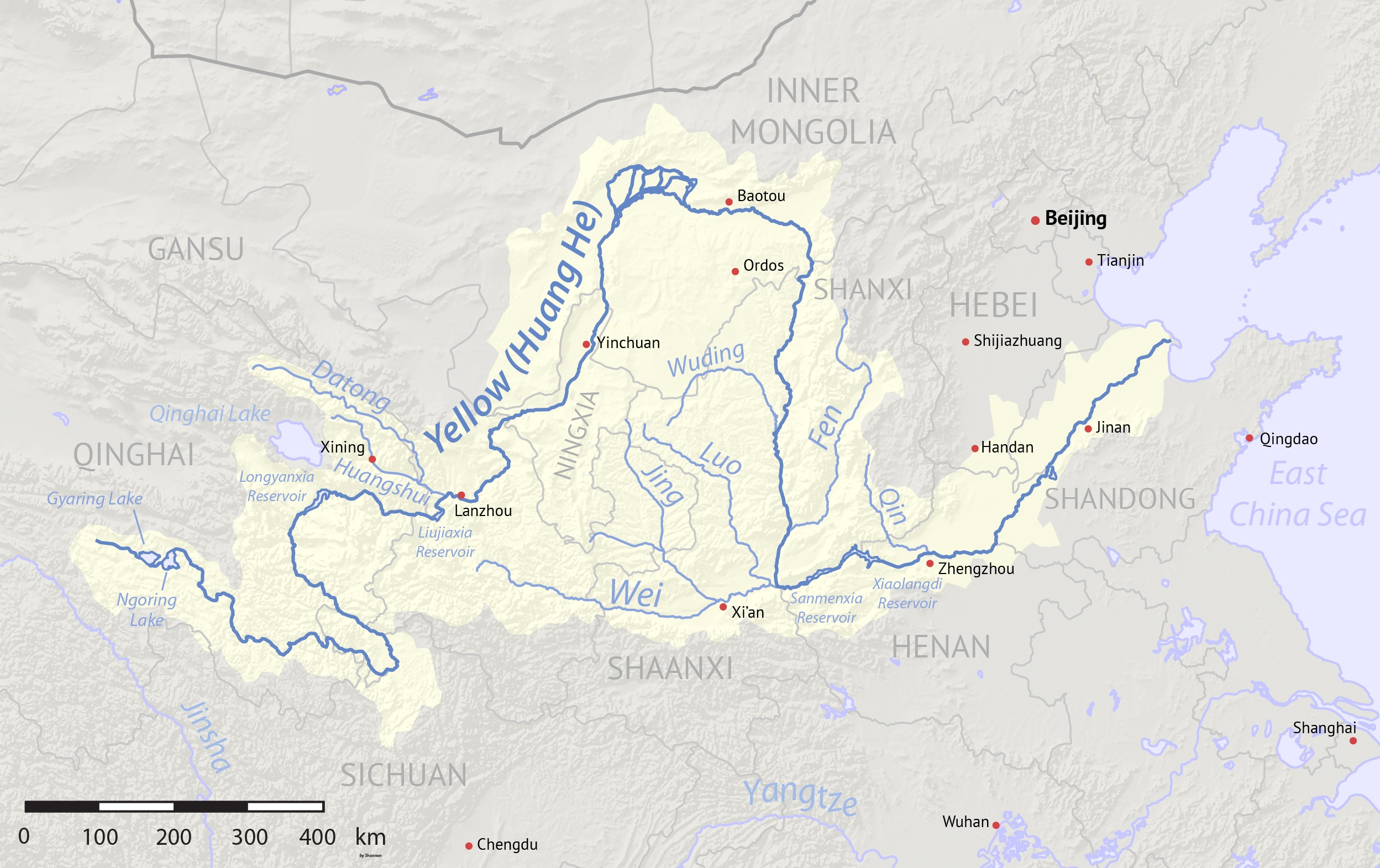
「オルドス高原」はオルドス盆地の南、西安市がある渭水までを含めている場合が多い

オルドス盆地（オルドスぼんち、中国語: 鄂爾多斯盆地、英語: the Ordos Basin）または陝甘寧盆地（せんかんねいぼんち、中国語: 陕甘宁盆地）、英・独・仏語などではよくオルドス高原（英語: the Ordos Plateau）のように呼ばれる地域は、中国の陝西省、甘粛省、寧夏回族自治区、山西省、内モンゴル自治区にまたがる地域を指す。
黄河上・中流が「几」の字のような形で大きく時計回りに湾曲して流れて、黄土高原を削ってできた大きな盆地である。モンゴル高原南部の内モンゴル高原の南にあり、東北西は黄河に囲まれて、南は長城を境としていて（漢代の長城は楡林市を通っていた）、黄土高原に接している。位置は北緯37度20分～40度50分、東経106度24分～111度28分にあり、面積は12万平方メートルに及んでいる。内モンゴル自治区オルドス市内のオルドス砂漠にある一部の塩湖とその周辺の草原はゴビズキンカモメの繁殖地およびオオハクチョウ、アカツクシガモの生息地として、2002年にラムサール条約登録地となった。
「オルドス」とは、モンゴル語の「オルド」に由来している。